# Whonnock Lake
Whonnock Lake är en sjö i Kanada.   Den ligger i provinsen British Columbia, i den södra delen av landet, 3 500 km väster om huvudstaden Ottawa. Whonnock Lake ligger 173 meter över havet. Arean är 0,83 kvadratkilometer. Den sträcker sig 1,5 kilometer i nord-sydlig riktning, och 1,3 kilometer i öst-västlig riktning.
I omgivningarna runt Whonnock Lake växer i huvudsak blandskog. Runt Whonnock Lake är det ganska tätbefolkat, med 139 invånare per kvadratkilometer.